# Theodor Springer
Theodor Springer OSB (* 19. Mai 1885 in Behamberg; † 26. März 1958 in Seitenstetten) war Benediktiner und Abt des Stiftes Seitenstetten und Abtpräses der österreichischen Benediktinerkongregation.

## Leben
Johann Baptist Springer trat 1904 in das Stift Seitenstetten ein und erhielt den Ordensnamen Theodor. Er studierte Theologie in Rom und wurde 1909 zum Priester geweiht. Nach weiteren Studien an der Universität Innsbruck wurde er dort 1914 zum Dr. phil. promoviert und unterrichtete von 1913 bis 1938 Mathematik und Physik am Stiftsgymnasium Seitenstetten. 1920 folgte er seinem leiblichen Bruder Karl – Abt Hugo, der in Rom während einer Äbteversammlung unerwartet verstorben war, als Abt von Seitenstetten nach.
Abt Theodor führte das Stift erfolgreich durch die wirtschaftlichen Not nach dem Ersten Weltkrieg und die darauf folgende Wirtschaftskrise, musste dafür aber einen großen Teil der Bibliothek veräußern.
Er setzte die Beschlüsse der von Pius XI. angeordneten Visitation, die von 1924 und 1929 in den österreichischen Stiften erfolgte, erfolgreich um. Diese zielten vor allem auf eine treuere Beobachtung der Benediktsregel und eine Wiederherstellung des Gemeinschaftslebens. 1922 führte Springer das Institut der Laienbrüder wieder ein. 1938 hatte der Konvent mit 84 Mitgliedern den höchsten Personalstand seiner Geschichte. 1924 wurde Springer zum Vorsitzenden der neugegründeten Salzburger Äbtekonföderation gewählt, deren erstes Projekt die Gründung eines deutschsprachigen Studienkollegs für Benediktiner in Salzburg war. Nach dem Krieg ging diese Konföderation in der Salzburger Äbtekonferenz auf.
Aus Seitenstetten ging auch der Reformabt Jakob Reimer hervor, der zuerst als Abt von Lambach und schließlich als Erzabt von St. Peter in Salzburg die Visitationsbeschlüsse durchsetzte.
Als 1931 die österreichische Benediktinerkongregation neu gegründet wurde, war Theodor Springer deren erster Präses und wurde bis zu seinem Tod 1958 in dieser Aufgabe wiederholt bestätigt. Als solcher visitierte er mehrfach die Klöster der Kongregation und war Vorsitzender der anstehenden Abtwahlen.
Während der Zeit des Nationalsozialismus erlitt Seitenstetten schwere Einbußen, auch wenn es nicht wie andere Klöster aufgehoben wurde. Die Mönche waren zum Teil zum Kriegsdienst eingezogen, der Rest versuchte in den nahegelegenen Pfarren in kleinen Gruppen das klösterliche Leben provisorisch aufrechtzuerhalten. Erst nach Kriegsende konnte in Seitenstetten ein geordnetes Klosterleben wieder aufgenommen und das Gymnasium fortgeführt werden.
Abt Theodor Springer starb unerwartet in der Nacht vom 25. auf den 26. März 1958.

## Auszeichnungen
- Komturkreuz des Österreichischen Verdienstordens (1936)
- Großes Silbernes Ehrenzeichen für Verdienste um die Republik Österreich (1954)

## Veröffentlichungen
- Zur Behandlung der Lehre von der Zusammensetzung und der Zerlegung von Kräften auf der Unterstufe der Mittelschulen, in Gymnasium 22 (1915).
- Die Benediktinerregel in der Pfarrseelsorge. In: Benediktinisches Mönchtum in Österreich. Wien 1949, S. 142–164.